# محله سنگ سیاه

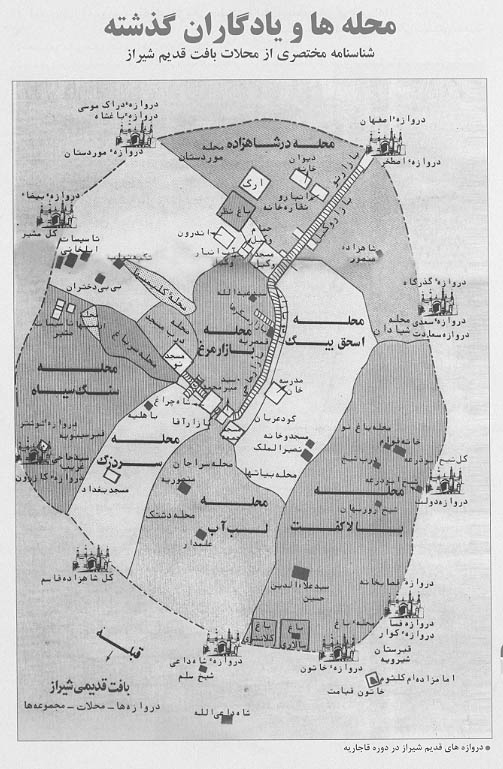
نقشه شیراز قدیم

محله سنگ سیاه، نام یکی از محله‌های شیراز قدیم می‌باشد.
از زمان کریم خان زند که محلات را کم‌تر و کوچک‌تر و حصار شهر را تنگ‌تر کردند، محله درب کازرون که در گذشته «دروازه شوشتر» نامیده می‌شد، خود محله‌ای جداگانه بود که با این محله ادغام شد و روی هم رفته به هر دو، محله‌ سنگ سیاه می‌گفتند.

## وجه تسمیه
آرامگاه دانشمند بزرگ عمروبن عثمان معروف به سیبویه در این محله قرار داشته‌است که در یک حجرهٔ کوچک و متروک به وضعی نامطلوب قرار گرفته بود و بر روی قبر وی سنگی سیاه قرار داشت. در ابتدا نام این محله، سنگ سیبویه بوده یعنی محله‌ای که سنگ و قبر وی سنگ سیاه قرار داشت. ولی به مرور زمان در اثر اشتباه عوام و وجود سنگ سیاه بر روی قبر، به نام سنگ سیاه مشهور شده‌است.

## موقعیت جغرافیایی
این محله از شمال به محله سرباغ و محله میدان شاه، از غرب به محله باروی شهر، از جنوب به دروازه کازرون و از شرق به محله سردزک محدود می‌شده‌است.

## بناهای شاخص محله
از بناهای شاخص محله می‌توان به امامزاده بی‌بی دختران، مسجد ایلخانی، حمام ایلخانی، مسجد مشیر، حسینیه مشیر، بازارچه ارامنه، کلیسای ارامنه، حسینیه کردها، خانه فروغ‌الملک، خانه سعادت، خانه ضیائیان، خانه عبدالهی ها، بازارچه حاج زینل و بقعه سید تاج‌الدین غریب خانه رباب رشالی و خانه جمال نشاطیان ومسجدسیاوشان اشاره کرد

## تقسیم‌بندی محلات شیراز قدیم
در کل محلات شیراز به دو دسته بزرگ حیدری و نعمتی تقسیم شده بودند. حیدری به محلاتی گفته می شد که افراد آن محلات، خود را پیرو سلطان حیدر  که از مشایخ عرفان بود، می‌دانستند.
نعمتی به محلاتی اطلاقی می‌شد که ساکنان آن خود را پیرو شاه نعمت‌الله ولی که او نیز از بزرگ‌ترین و شاخص‌ترین عرفای عصر بودمی‌دانستند. درگیری‌ها و مخاصماتی که بین این دو دسته در سال‌های متمادی صورت گرفته هنوز هم مورد بحث است و حتی به صورت ضرب‌المثل جنگ حیدری، نعمتی در زبان‌هاست.
پنج محله‌ محله اسحاق بیگ، محله درب شاهزاده، محله بالا کفت، محله میدان شاه و محله بازار مرغ را حیدری خانه و پنج محله محله سرباغ، محله سنگ سیاه، محله درب مسجد، محله لب آب و محله سر دزک را نعمتی خانه می گفتند. البته محله ارمنی‌ها و محله کلیمی‌ها جزء محلات بی‌طرف بودند و کاری به درگیری‌ها و مخاصمات نداشتند.

## افراد معروف
مشیر الملک از ثروتمندان و خیرین بزرگ و موسس مسجد مشیر در زمان قاجار 
نائب غلامحسین خان بختیاری معروف به چماق نقره ای،فردی متدین و مورد اعتماد بین مردم این محله بوده‌است.
کربلایی مرتضی خان جوانمردی(کلانتر و کدخدای محله‌های سنگ سیاه-دروازه کازرون و کوشک عباس علی در سالهای ۱۲۹۰ تا ۱۳۲۲ هجری شمسی و بنیانگذار نام خانوادگی جوانمردی در شیراز) ،غلامرضا خان جوانمردی -حاج خلیل زالی یکی از خیرین و واقفین  بزرگ شهر شیراز  ، محمد حسین خان جوانمردی،حاج ابراهیم رزم آهنگ،مشهدی اسدالله فرجام (از مالکان بزرگ شیراز و فرماندار ارژن و بلوک کوهمره سرخی و مالک بخش هایی از آن)، کربلایی عبدالرحیم فرجام (فرزند مشهدی اسدلله فرجام و رئیس قصابخانه شیراز)، حاج علی اکبر فرجام، مشهدی شکرالله فرجام، حاج صادق جوانمردی (از مالکان بزرگ شیراز و برادر همسر مشهدی اسدالله فرجام)، مهدی خان جوانمردی،حاج محمد جوانمردی، مشهدی سید آقا فرجام، حاج سید عطا فرجام (کاروانسرای معروف حاج سید عطا دروازه کازرون تا دهه  40 شمسی)، سید میرزا ابوطالب فرجام، حاج مختار رزم آهنگ،حاج محمد رضا جوانمردی ، مشهدی عبدالمحمد خان رزم آهنگ،حاج بمان علی جوانمردی،(حاج اسماعیل جوانمردی هیت امام حسن مجتبی و ماست بندی دروازه کازرون)،حاج منصور جوانمردی ،حاج حبیب نوروزیان، معروف به حاج حبیب آشی که در کتاب انجمن های ادبی شیراز نیز نام و عکس ایشان آمده است.
،نصراله قلی جون-حمید جوانمردی(حمید خود کرم)-شکراله رزم پا (شاطر شکری)و........